# Réseau de distribution (commerce)
Pour les articles homonymes, voir Réseau de distribution.
Dans le commerce, un réseau de distribution constitue une « structure horizontale, organisée pour couvrir, à un niveau choisi dans le circuit de distribution, l'intégralité du marché ». Les systèmes d'acheminement des biens et services par le biais d'un réseau sont multiples.

## Fonctionnement
Un réseau de distribution est un groupe de contrats de distribution, conclus entre un promoteur de réseau et plusieurs distributeurs, opérant ou non, au même niveau de la distribution. Il s'agit, plus précisément, d'un ensemble circulaire de contrats de distribution similaires, élaborés de manière à générer des rapports directs ou indirects entre les différents contractants du personnage pivot. Ces relations croisées entre les membres du réseau sont le résultat de stipulations de contrats pour autrui et de contrats interdépendants.
Lorsque les relations entre la tête de réseau et les membres du réseau de distribution se dégradent, ces derniers sont parfois amenés à quitter le réseau de manière prématurée et, le cas échéant, à violer la clause de non-concurrence figurant dans le contrat de distribution. 